# Skryta Ławka
Skryta Ławka (słow. Malá ľadová štrbina) – przełęcz znajdująca się w środkowej części Lodowej Grani w słowackiej części Tatr Wysokich. Siodło oddziela położonego na północny zachód od niej Pośredniego Lodowego Kopiniaka od Małego Lodowego Kopiniaka na południowym wschodzie.
Skryta Ławka jest dość wąska i z tej przyczyny z wielu miejsc źle widoczna. Jest położona mniej więcej w połowie Lodowej Grani, tuż pod Małym Lodowym Kopiniakiem. Do Doliny Pięciu Stawów Spiskich opada z przełęczy żleb, zaśnieżony przez długą część lata. Najprostsza droga prowadzi na Skrytą Ławkę z drugiej strony – z Dolinki Lodowej.
Pierwsze wejścia:
- letnie – Janusz Chmielowski, Károly Jordán, Jan Nowicki, przewodnicy Klemens Bachleda, Paul Spitzkopf i tragarz Stanisław Stopka, 14 sierpnia 1903 r., przy przejściu granią,
- zimowe – Valéria Kovárová, Edita Krenová, Manicová, Maňa Mičiková, Bárdoš i Alexander Huba, 19 kwietnia 1946 r., przy przejściu granią[2].